# William Auld
William Auld, född 6 november 1924 i Erith, Greater London, Storbritannien, död 11 september 2006 i Dollar, Skottland, Storbritannien, var en brittisk (skotsk) esperanto-språkig poet och skribent. Han var den förste att nomineras till Nobelpriset i litteratur för verk skrivna på esperanto. 
Auld var vicerektor för en skola. Han lärde sig esperanto 1937, men blev aktiv esperantist först 1947. 
Auld har varit redaktör för flera esperantotidskrifter, bland andra Esperanto en Skotlando (1949-1955), UEA:s tidning Esperanto (1955-1958, 1961-1962), Monda Kulturo (1962-1963),  Norda Prismo (1968-1972), La brita esperantisto (1973-1999), Fonto (1980-1987). Han var medarbetare i tidskriften Monato. Han var vice ordförande för UEA 1977-1980 och ordförande för Esperantoakademin 1979-1983.
Auld nominerades till Nobelpriset i litteratur tre gånger (1999, 2004 och 2006). Han var den förste som nominerats till Nobelpriset i litteratur för verk skrivna på esperanto. 2001 donerade han sin samling med esperanto-litteratur, innefattande omkring 4000 titlar, till Skottlands nationalbibliotek.

### Diktsamlingar
- La infana raso (1956)
- Unufingraj melodioj (1960)
- Humoroj (1969)
- Rimleteroj (med Marjorie Boulton, 1976)
- El unu verda vivo (1978)
- En barko senpilota (1987)
- Unu el ni (1992)

Antologier:
- Angla antologio 1000-1800 (poesiredaktör, 1957)
- Esperanta antologio (Poemoj 1887-1957) (1958/1984)
- 25 jaroj (poesiredaktör, 1977)
- Skota antologio (medredaktör, 1978)
- Sub signo de socia muzo (1987)
- Nova Esperanta Krestomatio (1991)
- Plena poemaro: Miĥalski (red. 1994)
- Tempo fuĝas (1996)

### Översättningar från engelska
- La balenodento, av Jack London (1952)
- Epifanio, av William Shakespeare (1977)
- La urbo de terura nokto, av James Thomson (1977)
- Don Johano, Kanto 1, av George Byron (1979)
- La robaioj de Omar Kajam, av Edward Fitzgerald (1980)
- La sonetoj, av Shakespeare (1981)
- Fenikso tro ofta, av Christopher Fry (1984)
- Montara vilaĝo, av Chun-chan Je (1984)
- La graveco de la Fideliĝo, av Oscar Wilde (1987)
- La komedio de eraroj, av William Shakespeare (med Asen M. Simeonov, 1987)
- Omaĝoj. Poemtradukoj  (1987)
- Gazaloj, av Hafez (1988)
- Spartako, av Leslie Mitchell (1993)
- La stratoj de Aŝkelono, av Harry Harrison (1994)
- Teri-strato, av Douglas Dunn (1995)
- La kunularo de l' ringo, av J.R.R. Tolkien (1995)
- La du turegoj, av J.R.R. Tolkien (1995)
- La hobito, av J.R.R. Tolkien (dikter och sånger; med Christopher Gledhill, 2000)

### Översättningar från skotska
Kantoj, poemoj kaj satiroj, av Robert Burns (med Reto Rosetti, 1977)

### Översättningar från svenska
Aniaro av Harry Martinson (med Bertil Nilsson, 1979)

### Sångsamlingar
- Floroj sen kompar' (med Margaret Hill, 1973)
- Kantanta mia bird' (med Margaret Hill, 1973)
- Dum la noktoj (med Margaret och David Hill, 1976)

### Läroböcker
- Esperanto: A New Approach (1965)
- Paŝoj al plena posedo (1968)
- A first course in Esperanto (1972)
- Traduku!  (1993)